# Yemayá

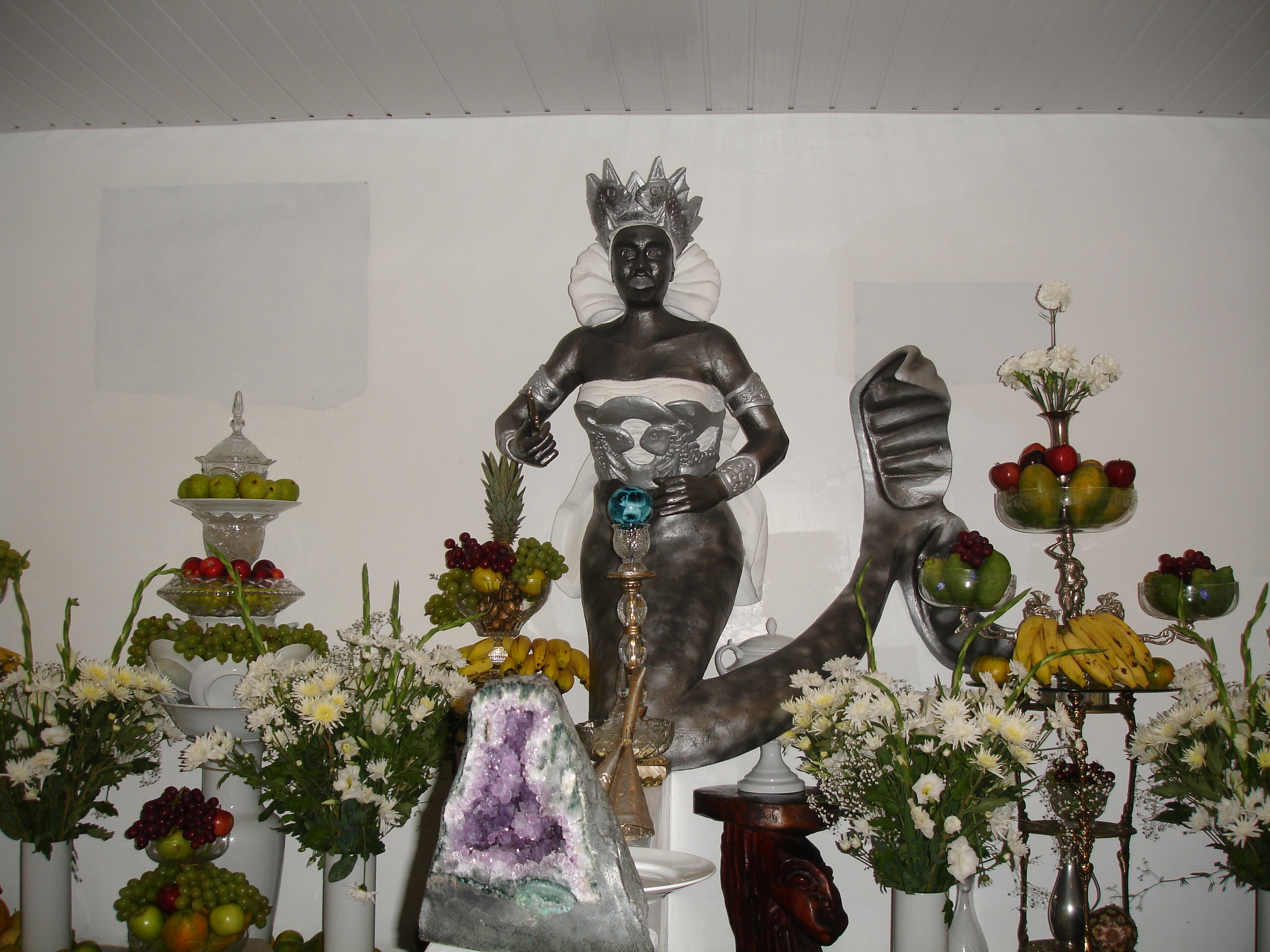
Candomblé Offer voor Yemayá (ook wel Mama Wata)

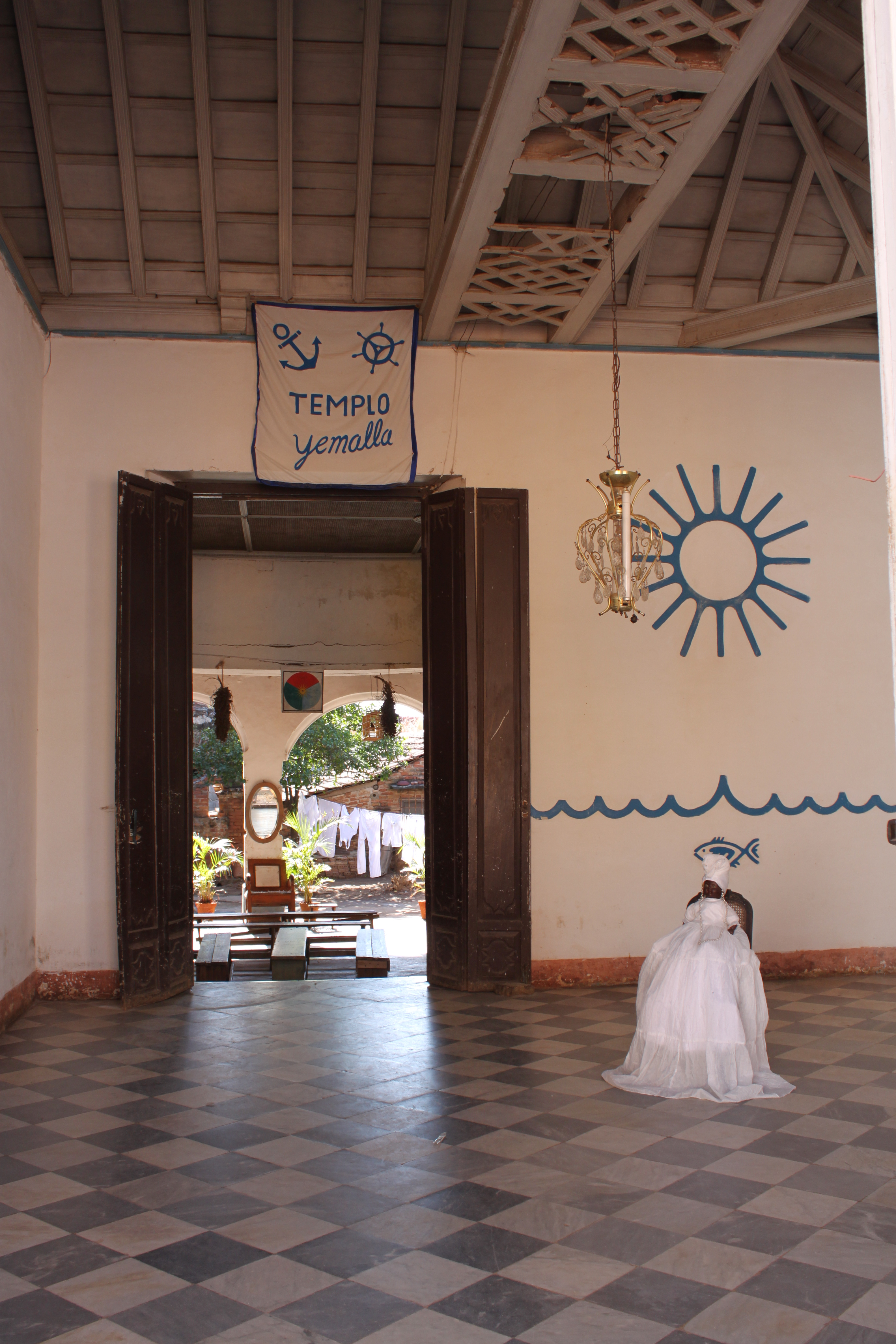
Yemayá tempel in Trinidad

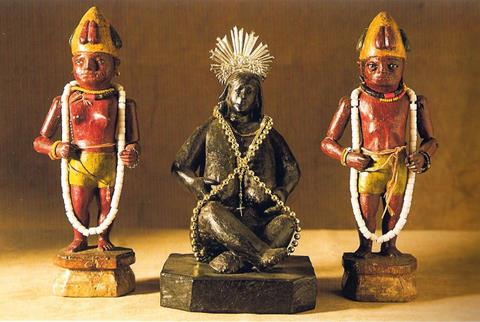
Iemanja, Acervo do Museu Afro Brasil, São Paulo

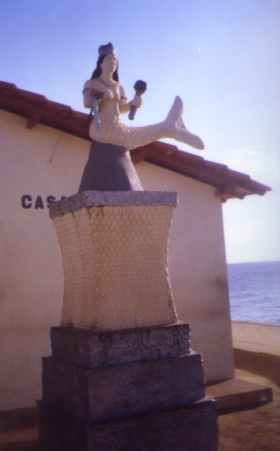
Heiligdom voor Iemanjá in Rio Vermelho

Yemayá (onder verschillende namen bekend, zie beneden) is een Orisha binnen de Yorubareligie van de Yoruba in West-Afrika.
Elementen van deze religie werden meegenomen naar Latijns-Amerika door Yoruba die slachtoffer waren geworden van de trans-Atlantische slavenhandel. Hierdoor wordt Yemayá ook vereerd in andere religies zoals de Cubaanse Santería en de Braziliaanse Candomblé. Yemayá wordt gezien als de godin van de rivier Ogun en bij extensie van de oceaan, en als godin van vruchtbaarheid en moederschap.

## Naamgeving

### Betekenis van "Yemayá"
"Yemayá" is een verbastering van de uitdrukking Yey Omo Eja, wat zoiets betekent als "Moeder wier kinderen vissen zijn". Deze naam heeft een tweeledige betekenis, met betrekking tot de mensen van wie in een ceremonie bepaald is dat ze "kinderen van Yemayá" zijn:
1. De "kinderen van Yemayá" hebben een speciale band met het water, met de zee.
2. De "kinderen van Yemayá" zijn talrijk als vissen.

### Spelling
De spelling van de naam Yemayá verschilt per taal:
- Spaans: Yemayá
- Engels: Yemaja of Yemoja
- Portugees: Iemanjá

### Overige namen
Er bestaan verschillende andere namen voor deze orishá:
- Dandalunda
- Pandá
- In de Haïtiaanse vodou wordt zij LaSiren genoemd.

## Orisha

### Genealogie
Aanhangers dichten de volgende genealogie aan Yemayá toe. Haar ouders zijn Oduduwa en Obatala. Zij had één zoon, Orungan genaamd. Deze had haar een keer verkracht, en probeerde dat nog een keer. Deze keer explodeerde zij echter, en bracht daarbij 15 orisha's voort, waaronder Ogun, Olokun, Shopona en Shango.
Een recentere versie is dat zij zou zijn voortgekomen uit het schuim van de zee, vergelijkbaar met Aphrodite.

### Beschermheilige
Door de Yoruba werd zij gezien als de godin van de rivier Ogun. Zij wordt door hen vooral vereerd in de stad Abeokuta in Nigeria.
Omdat deze rivier belangrijk is voor het in stand houden van het leven, wordt Yemayá beschouwd als een voortbrengster van leven. Hierdoor werd zij een patroon van de vruchtbaarheid en het moederschap. In het bijzonder werd zij de beschermheilige van zwangere vrouwen. In feite is zij een typische moedergodin. Zij wordt dan ook de "moeder van de mensheid" genoemd.
Toen de slaven naar Latijns-Amerika vervoerd waren, waren zij het contact met de rivier Ogun verloren. Bij extensie beschouwden zij haar nu als de godin van de zee. Soms deelt zij deze rol met de orisha Olokun. Hiermee werd zij ook beschermheilige van de zeevaarders en schipbreukelingen.

### Verschijning en attributen
De kleuren van Yemayá zijn helderblauw en wit, de kleuren van de zee. Soms wordt zij afgebeeld met een vissenstaart, zoals bij een zeemeermin. In veel afbeeldingen van Yemayá is op de achtergrond de zee te zien, of komt zij uit de zee tevoorschijn.
Yemayá wordt in verband gebracht met het cijfer 7. Dit is een associatie met de zeven wereldzeeën. Vaak draagt zij zeven rokken, in haar traditionele kleuren blauw en wit.
Het metaal van Yemayá is het zilver. In de santería wordt zij geassocieerd met de Rooms-katholieke heilige de Maagd van Regla.
Een speciale verschijningsvorm is Yemayá Nana Borocum of Yemayá Nana Burku. Hier wordt zij afgebeeld als een oude vrouw, in de kleuren zwart en paars. Zij is bedekt met modder en aarde. Dit is een verbinding met de godin Nana Buluku, uit de religie van Dahomey.

## Devotie
De feestdag van Yemayá is op 2 februari. In Brazilië wordt deze met name gevierd in de stad Salvador. Veel mensen gaan dan naar haar altaar op de stranden van de wijk Rio Vermelho. Daar brengen zij bloemen en parfum in de zee als geschenk aan haar. Deze worden in grote manden gedaan en door vissers naar de zee gebracht. Ook tijdens het feest van Maria-Onbevlekte-Ontvangenis van het Strand, dat in deze stad op 8 november gevierd wordt, wordt aan Yemayá eer betoond op de heuvel Monte Serrat.
In veel andere Braziliaanse steden wordt haar feest gevierd op Oudejaarsavond. Zo ook in Rio de Janeiro. Daar trekken de mensen naar het strand van Copacabana en gooien ook daar bloemen en geschenken in zee. Andere geschenken zijn meloenen, snoepgoed gemaakt van rietsuiker, gebakken vissen en varkensspek.
Niet alleen op deze feesten worden geschenken aan haar gebracht. Gedurende het hele jaar gooien gelovigen bloemen in de zee om aan Yemayá een gunst te vragen.

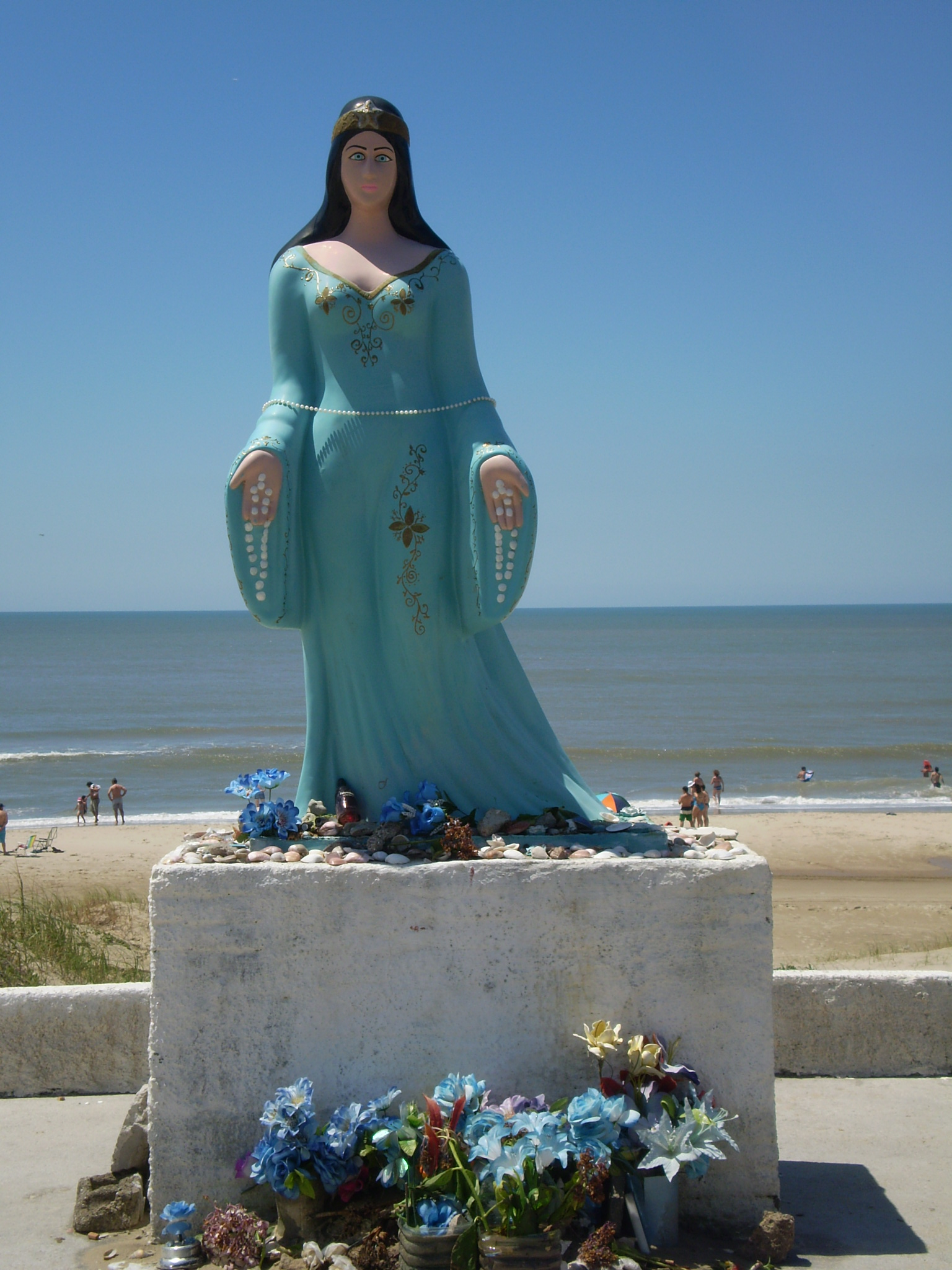
Standbeeld van Iemanja, Rio Grande do Sul
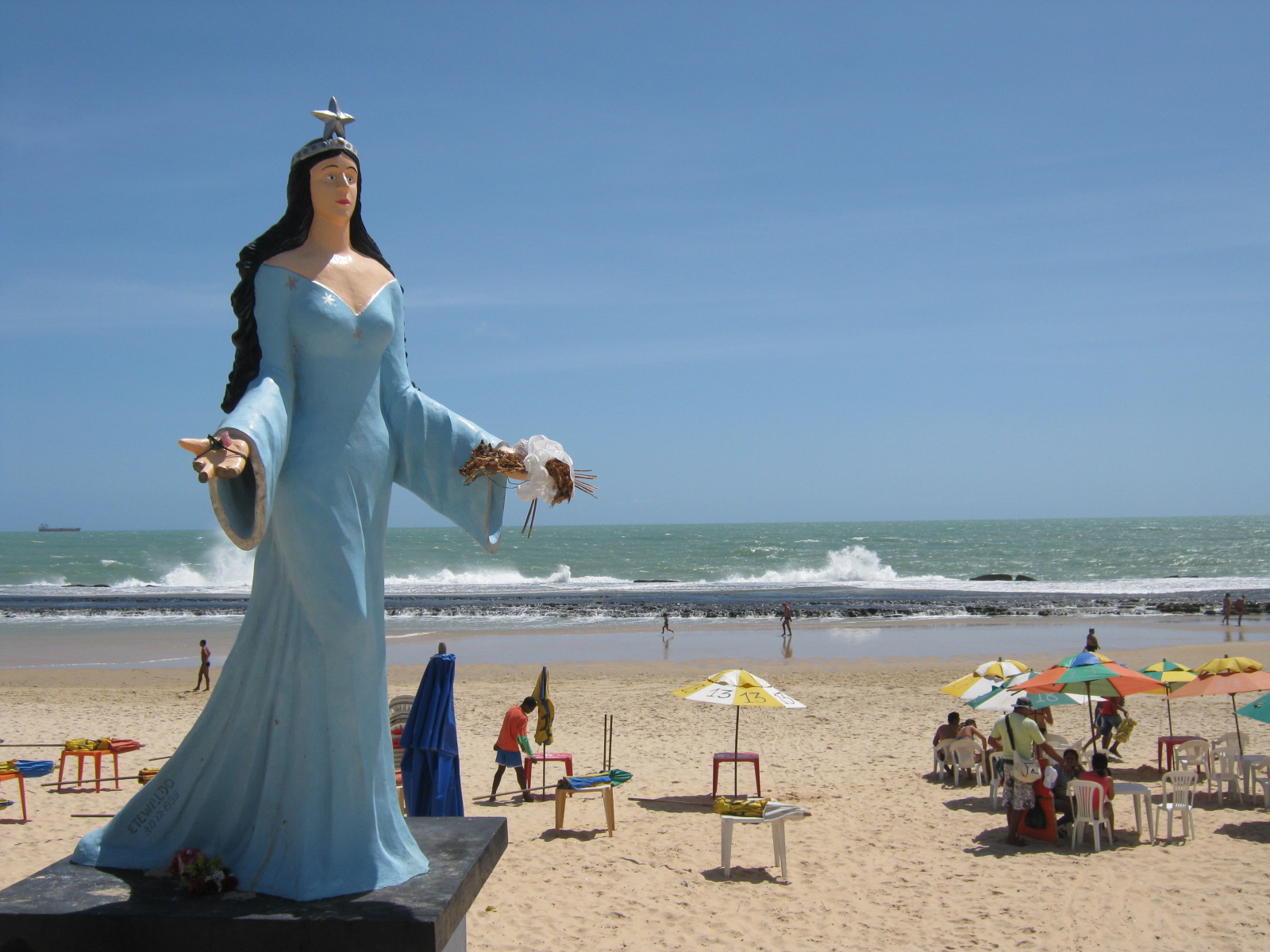
Standbeeld van Iemanjá, Praia do Meio
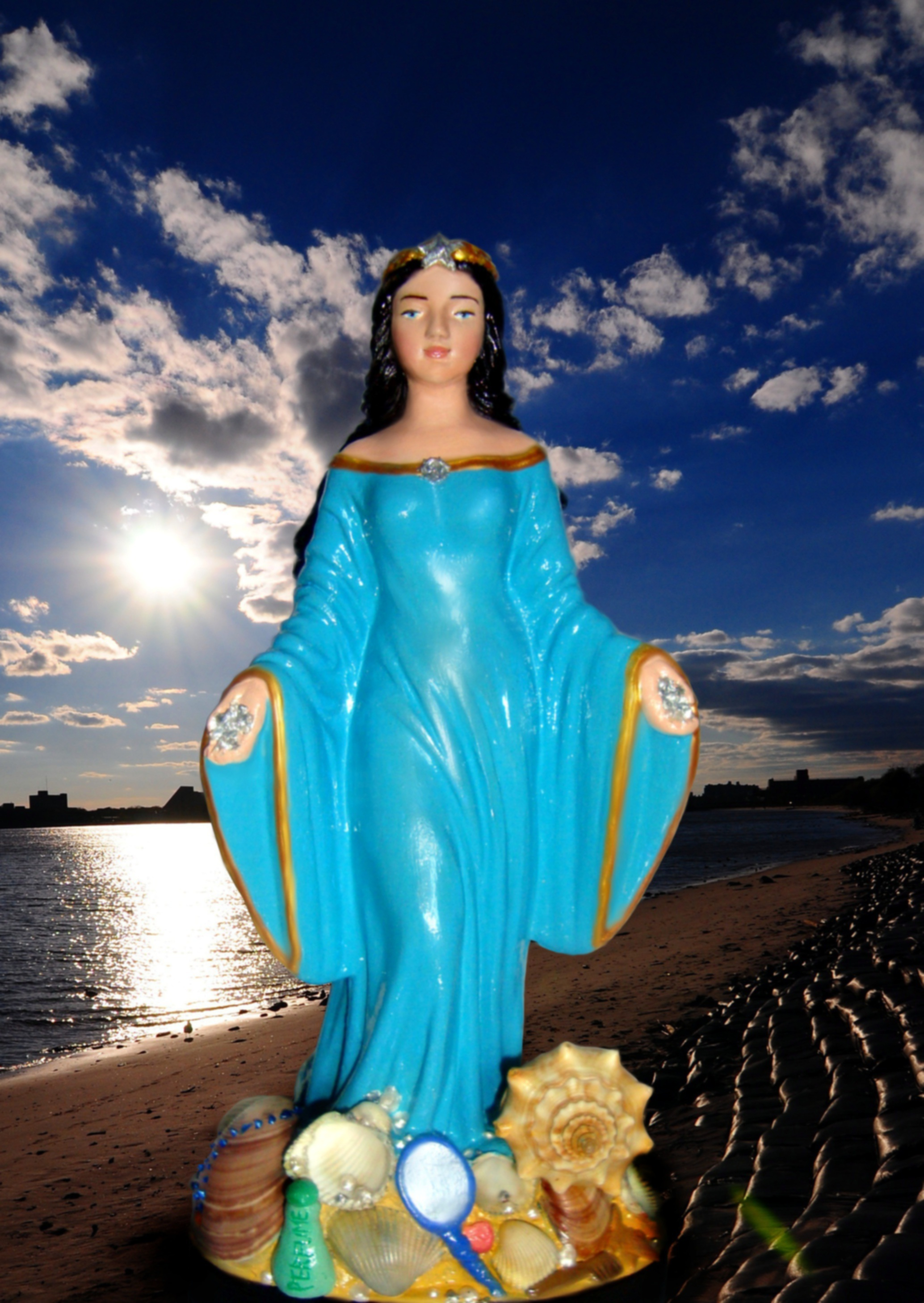